# Пол Геґарті
Пол Геґарті (англ. Paul Hegarty, нар. 27 липня 1954, Единбург) — шотландський футболіст, що грав на позиції захисника. По завершенні ігрової кар'єри — тренер.
Виступав, зокрема, за клуб «Данді Юнайтед», а також національну збірну Шотландії.
Чемпіон Шотландії. Дворазовий володар Кубка шотландської ліги.

## Клубна кар'єра
У дорослому футболі дебютував 1972 року виступами за команду клубу «Гамільтон Академікал», в якій провів два сезони, взявши участь у 67 матчах чемпіонату. 
Своєю грою за цю команду привернув увагу представників тренерського штабу клубу «Данді Юнайтед», до складу якого приєднався 1974 року. Відіграв за команду з Данді наступні п'ятнадцять сезонів своєї ігрової кар'єри. Більшість часу, проведеного у складі «Данді Юнайтед», був основним гравцем захисту команди. За цей час виборов титул чемпіона Шотландії.
У 1990 році захищав кольори команди клубу «Сент-Джонстон».
Завершив професійну ігрову кар'єру у клубі «Форфар Атлетік», за команду якого виступав протягом 1990—1992 років.

## Виступи за збірну
У 1979 році дебютував в офіційних матчах у складі національної збірної Шотландії. Протягом кар'єри у національній команді, яка тривала 5 років, провів у формі головної команди країни лише 8 матчів.

## Кар'єра тренера
Розпочав тренерську кар'єру, ще продовжуючи грати на полі, 1990 року, очоливши тренерський штаб клубу «Форфар Атлетік».
У 1999 році став головним тренером команди «Абердин», тренував команду з Абердина лише один рік.
Згодом протягом 2002–2003 років очолював тренерський штаб клубу «Данді Юнайтед».
Наразі останнім місцем тренерської роботи був клуб «Лівінгстон», головним тренером команди якого Пол Геґарті був з 2008 по 2009 рік.

## Титули і досягнення
- Чемпіон Шотландії (1):

«Данді Юнайтед»: 1982-1983
- Володар Кубка шотландської ліги (2):

«Данді Юнайтед»: 1979-1980, 1980-1981